# Jordan Miliev

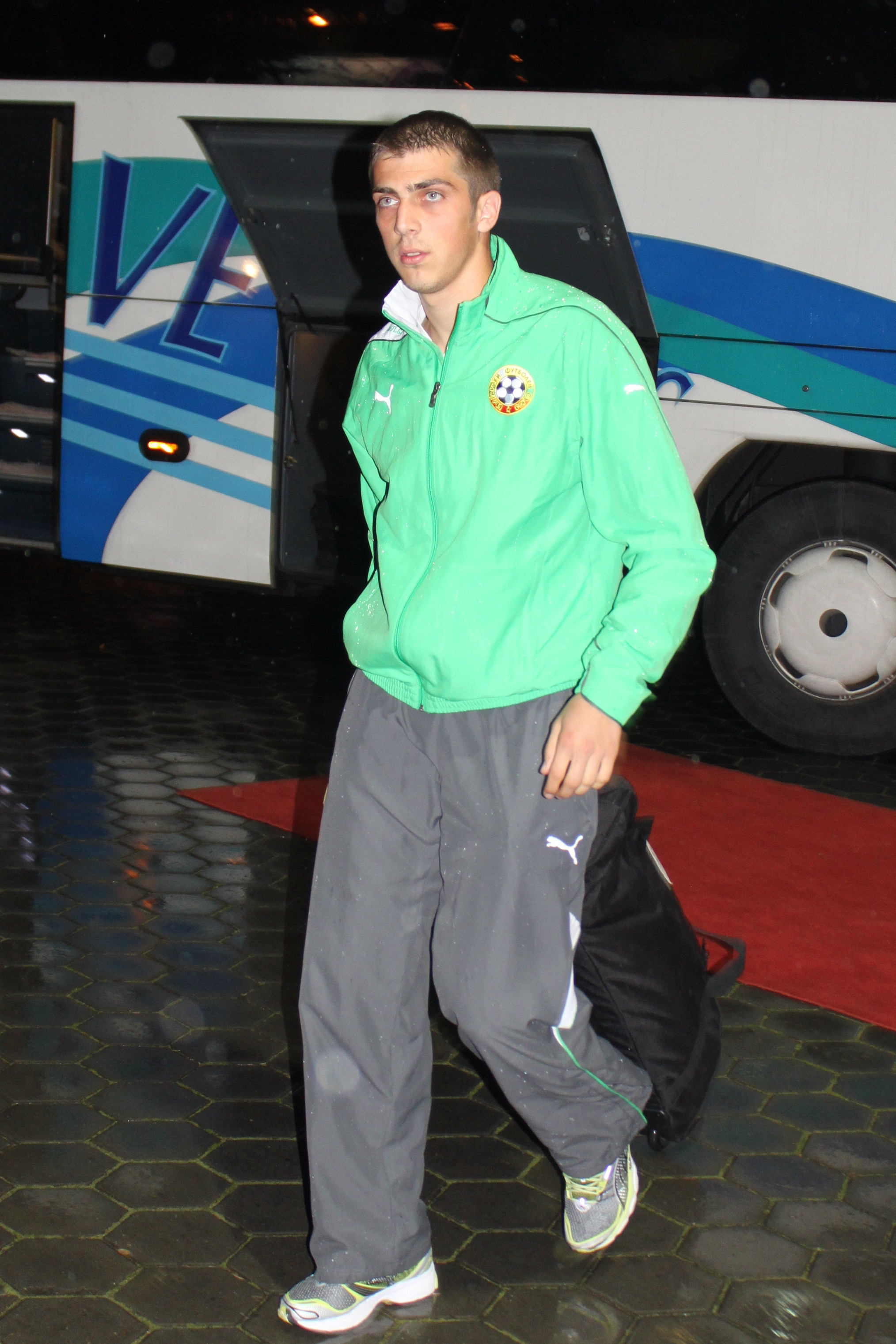
Jordan Miliev

Jordan Christov Miliev (Bulgaars: Йордан Христов Милиев) (Peshtera (Oblast Pazardzjik), 5 oktober 1987) is een Bulgaarse voetballer die bij voorkeur als verdediger speelt. Hij verruilde in 2014 Levski Sofia voor FK Shkendija 79 Tetovo.
Miliev debuteerde in 2010 in het Bulgaars voetbalelftal.

## Carrière
- 1999-2005: FC Apoli'99 Plovdiv (jeugd)
- 2006-2008: Lokomotiv Plovdiv
- 2009-2013: Levski Sofia
  - 2012: → Ironi Nir Ramat HaSharon
- 2014-...: FK Shkendija 79 Tetovo